# Oumar Gonzalez
Oumar Gonzalez (ur. 25 lutego 1998 w Duali) – kameruński piłkarz grający na pozycji środkowego obrońcy. Od 2023 jest zawodnikiem klubu Al Raed FC.

## Kariera klubowa
Swoją karierę piłkarską Gonzalez rozpoczął w klubie FC Metz. W sezonie 2015/2016 grał w jego rezerwach. W 2016 roku przeszedł do trzecioligowego SAS Épinal, w którym zadebiutował 9 września 2016 w zremisowanym 1:1 domowym meczu z CA Bastia. Zawodnikiem Épinal był przez rok.
W 2017 roku Gonzalez został zawodnikiem Rodez AF. Swój debiut w nim zanotował 22 września 2017 w wygranym 3:1 wyjazdowym meczu z Entente SSG. W Rodez AF spędził sezon.
W 2018 roku Gonzalez przeszedł do FC Villefranche Beaujolais. Swój debiut w nim zaliczył 3 września 2018 w zremisowanym 1:1 wyjazdowym meczu z Entente SSG. Grał w nim przez rok.
W 2019 roku Gonzalez został graczem klubu FC Chambly Oise. Zadebiutował w nim 26 lipca 2019 w zwwycięskim 1:0 domowym meczu z Valenciennes FC. W Chambly występował przez dwa lata.
Latem 2021 roku Gonzalez trafił do drugoligowego AC Ajaccio. Swój debiut w nim zanotował 31 lipca 2021 w wygranym 3:1 domowym spotkaniu z Amiens SC. W sezonie 2021/2022 awansował z Ajaccio do Ligue 1. W sezonie 2022/2023 spadł z nim do Ligue 2.
W sierpniu 2023 Gonzalez został piłkarzem saudyjskiego Al Raed FC. Zadebiutował w nim 19 sierpnia 2023 w przegranym 0:1 wyjadowym spotkaniu z Abha Club.
| Sezon   | Klub                       | Kraj    | Rozgrywki            | Mecze | Bramki |
| ------- | -------------------------- | ------- | -------------------- | ----- | ------ |
| 2015/16 | FC Metz B                  | Francja | CFA 2                | 11    | 1      |
| 2016/17 | SAS Épinal                 | Francja | Championnat National | 24    | 2      |
| 2017/18 | Rodez AF                   | Francja | Championnat National | 12    | 1      |
| 2018/19 | FC Villefranche Beaujolais | Francja | Championnat National | 30    | 1      |
| 2019/20 | FC Chambly Oise            | Francja | Championnat National | 21    | 1      |
| 2020/21 | FC Chambly Oise            | Francja | Championnat National | 19    | 1      |
| 2021/22 | AC Ajaccio                 | Francja | Ligue 2              | 34    | 3      |
| 2022/23 | AC Ajaccio                 | Francja | Ligue 1              | 30    | 0      |

## Kariera reprezentacyjna
W reprezentacji Kamerunu Gonzalez zadebiutował 10 czerwca 2023 w zremisowanym 2:2 towarzyskim meczu z Meksykiem, rozegranym w San Diego. W 2024 roku powołano go do kadry na Puchar Narodów Afryki 2023. Rozegrał w nim dwa mecze: grupowy z Gwineą (1:1) oraz w 1/8 finału z Nigerią (0:2).